# Choerophryne rostellifer
Choerophryne rostellifer és una espècie de granota de la família Microhylidae que viu a Papua Nova Guinea i, possiblement també, a Indonèsia.